# World Games 2001/Tanzen
Bei den World Games 2001 in Akita fanden im Tanzen zwei Wettbewerbe statt.

## Ergebnisse

### Latein
| Platz | Nation             | Namen                              |
| ----- | ------------------ | ---------------------------------- |
| 1     | Slowenien          | Andrej Škufca / Katarina Venturini |
| 2     | Russland           | Dimitri Timokhin / Anna Bezikova   |
| 3     | Vereinigte Staaten | Eugene Katsevman / Maria Manusova  |

### Standard
| Platz | Nation         | Namen                           |
| ----- | -------------- | ------------------------------- |
| 1     | Großbritannien | Jonathan Crossley / Kylie Jones |
| 2     | Italien        | Mirko Gozzoli / Alessia Betti   |
| 3     | Litauen        | Arūnas Bižokas / Edita Daniūte  |